# Не в первый раз
«Не в пе́рвый раз» — студийный альбом группы «Мираж», выпущенный в 2008 году. Является второй изданной версией третьего альбома «Миража». В альбом вошли песни Андрея Литягина, написанные им с 1989 по 1990 год на стихи Елены Степановой. Песни исполняет Екатерина Болдышева, а гитарные партии — Алексей Горбашов.

## История релиза
Первоначально партии голоса для альбома были записаны Маргаритой Суханкиной в 1989—1990 годах, однако сам альбом готов изданию не был, так как аранжирование большинства песен не было завершено.
В 1991—1992 годах с приходом в коллектив Екатерины Болдышевой все партии вокала были перезаписаны, и альбом был полностью готов. Все гитарные партии записаны Алексеем Горбашовым. То ли по причине недовольства Андрея Литягина новым вариантом альбома, то ли по причине со стороны музыкального издательства он также не был выпущен.
По словам Алексея Горбашова, в 1992 году альбом уже был готов к изданию, однако тяжёлая экономическая ситуация в стране вынудила группу отложить выпуск альбома на неопределённый срок. В 1991 году песня «Я жду тебя» (с оригинальным вокалом Маргариты Суханкиной из версии альбома 1989 года) вышла в составе сборника «Звук № 8».
В 2002—2003 годах большинство песен первоначальной версии альбома (за исключением песен «Ты словно тень», «Я жду тебя», «Дух ночи») с новыми аранжировками были заново записаны с новым вокалом Маргариты Суханкиной и вошли в альбом «Брось!», выпущенный Андреем Литягиным как очередной альбом «Миража».
Работа над изданием третьего альбома с вокалом Екатерины Болдышевой возобновилась лишь в 2004 году, а издан он был в 2008 году компанией «Джем».
После выхода альбома, автор музыки Андрей Литягин трижды подавал иски в различные суды города Москвы о признании альбома контрафактным, так как разрешения на его выпуск он не давал и песни из альбома уже вышли на диске «Брось» с вокалом Маргариты Суханкиной. Однако, все судебные иски Литягина относительно третьего альбома группы «Мираж» с вокалом Екатерины Болдышевой были отклонены.
В 2009 году Екатерина Болдышева и Алексей Горбашов презентовали альбом в странах Западной Европы, в поддержку которого состоялся большой тур по странам Старого Света.
В 2013 году альбом «Не в первый раз» по результатам продаж достиг статуса Золотой диск. Издательство «Джем», начиная с 1994 года издающее все «классические» альбомы Миража, вручило Золотой диск исполнителям песен альбома Екатерине Болдышевой и Алексею Горбашову.
В 2013 году почти все песни альбома «Не в первый раз» (за исключением «Ты где-то здесь» (В ритме шагов)) с оригинальным вокалом Маргариты Суханкиной 1989 года, но с новыми аранжировками, были выпущены Андреем Литягиным в очередном альбоме «Миража» — «Отпусти меня».
Таким образом, существуют незавершённая и неизданная оригинальная версия и три изданные версии третьего альбома:
- 1990 — «Не в первый раз» (оригинальный вокал Маргариты Суханкиной 1989—1990 годов и оригинальные аранжировки), не был выпущен, кроме песни «Я жду тебя» (в сборнике «Greatest Hits» 1996 года). Оригинальные версии трёх песен «Ты словно тень», «Я жду тебя» и «Солнечный зайчик» были предоставлены радиостанциям и звучали на радио в 1990—1991 годах, а видеоклип на песню «Ты словно тень» с Татьяной Овсиенко в качестве солистки демонстрировался в телепрограмме «50/50» в 1990-м году с оригинальной студийной фонограммой. Ремикс на оригинальный трек песни «Ты словно тень» вошёл в сборник ремиксов «Версия 2000» в 1999 году. Эта версия альбома не была выпущена.
- 2003 — «Брось!» (новый вокал Маргариты Суханкиной 2002—2003 годов и новые аранжировки). Первая изданная версия альбома.
- 2008 — «Не в первый раз» (вокал Екатерины Болдышевой 2004 года и новые аранжировки).
- 2013 — «Отпусти меня» (оригинальный вокал Маргариты Суханкиной 1989—1990 годов и частично новый вокал (песни «Дух ночи», «Брось»), новые аранжировки).

## Критика
По мнению Алексея Мажаева, стремление воспроизводить то, что стало частью истории и культуры спустя 20 лет выглядит смешным. Музыка, по его словам, не изменилась со времён прошлых релизов. В целом, он характеризует релиз как «скучный» и замечает, что история группы «Мираж» должна была закончиться ещё в 1989 году, после выхода альбома «Снова вместе».
Денис Ступников также пишет, что альбом уступает предыдущим двум. Однако он отмечает, что некоторые песни, такие как пронзительная баллада «Эхо» и предваряемая двухминутным инструментальным вступлением «Звезда», открывают новые грани в творчестве группы, и «Мираж» звучит «свежее и прогрессивнее», чем многие современные инди- и поп-группы.

## Список композиций
Все тексты написаны Еленой Степановой, вся музыка написана Андреем Литягиным.
| №   | Название          | Длительность |
| --- | ----------------- | ------------ |
| 1.  | «Ты словно тень»  | 4:33         |
| 2.  | «Дух ночи»        | 4:05         |
| 3.  | «Отпусти меня»    | 3:31         |
| 4.  | «Ты где-то здесь» | 4:16         |
| 5.  | «Скорость»        | 4:24         |
| 6.  | «Эхо»             | 3:41         |
| 7.  | «Двое нас»        | 3:23         |
| 8.  | «Зайчик»          | 4:43         |
| 9.  | «Я жду тебя»      | 4:16         |
| 10. | «Звезда (Я уйду)» | 4:24         |
| 11. | «Брось»           | 4:27         |